# Santa Sofia (metropolitana di Milano)
Santa Sofia è una stazione della linea M4 della metropolitana di Milano.

## Storia
Il 1º febbraio 2015 sono state consegnate le aree per un successivo inizio dei lavori al consorzio di imprese che ha realizzato l'opera.
Il 27 agosto 2015 sono iniziati i lavori di costruzione veri e propri, con la modifica della viabilità di superficie.
Gli scavi sono stati interrotti momentaneamente nel giugno 2018 a causa del ritrovamento di alcuni resti archeologici all'interno dell'area di scavo.
La stazione è stata inaugurata il 12 ottobre 2024, in concomitanza con l'apertura dell'intera linea M4. Per la vicinanza con l'università, la stazione porta il sottotitolo di Santa Sofia-Università Bocconi.
L'11 giugno 2025 alle 12 il Comune di Milano dà il nome di Largo Piero Sacerdoti all'angolo di via Santa Sofia con Corso Italia in corripondenza con l'accesso principale alla stazione.

## Interscambi
- Fermata tram 15
- Fermata bus 94

## Servizi
La stazione dispone di:
- Accessibilità per portatori di handicap
- Ascensori
- Scale mobili
- Emettitrice automatica biglietti
- Stazione videosorvegliata
- Servizi igienici